# درموپاتی گریوز
درموپاتی گریوز (به انگلیسی: Pretibial myxedema) که به عنوان درموپاتی تیروئیدی یا گریوز پوستی نیز شناخته می‌شود یک عارضهٔ پوستی نادر ناشی از بیماری گریوز، با نرخ بروز پایین است.
درموپاتی گریوز تقریباً همیشه با علائم چشمی یافت شده در بیماری گریوز همراه است. معمولاً با تغییر رنگ پوست همراه است و استفاده از وازلین روی ناحیه آسیب دیده می‌تواند احساس سوزش و خارش را تسکین دهد.